# Podejście SOSA
Podejście SOSA (ang. selective optimization of side activities, SOSA approach) – selektywna optymalizacja działań ubocznych – podejście w projektowaniu i odkrywaniu leków polegające na wykorzystaniu zatwierdzonych już leków jako punktu wyjściowego do pracy nad lekami na zupełnie inne choroby.
Podstawą metodologii SOSA jest fakt, że większość leków oddziaływa na więcej niż jeden cel molekularny, powodując mniej lub bardziej zaznaczone, zazwyczaj niepożądane, działania uboczne. Dodatkowo, zazwyczaj inne cele molekularne są niezwiązane z głównym punktem uchwytu.
W postępowaniu SOSA, po zidentyfikowaniu działania ubocznego danej substancji (zazwyczaj przy pomocy badań in vitro), podjęte zostają starania, aby za pomocą modyfikacji strukturalnych odwrócić powinowactwa związku chemicznego do celów molekularnych tak, aby efekt uboczny stał się głównym działaniem, a pierwotne działanie główne zostało zminimalizowane, lub w ogóle usunięte.
Idea leżąca u podstaw SOSA była podświadomie obecna już od dawna w praktyce chemii medycznej i nieraz wykorzystano działanie uboczne grupy leków jako punkt wyjścia dla prac nad nowymi substancjami leczniczymi.
Przykładem może być szeroka grupa leków, będących pochodnymi sulfonamidów. Pierwsze z nich zostały wprowadzone do lecznictwa jako przeciwbakteryjne chemioterapeutyki. W trakcie badań okazało się, że posiadały one liczne, mniej lub bardziej szkodliwe, efekty uboczne, np. obniżanie poziom cukru we krwi, albo nieznacznie wzmaganie diurezy. Naukowcy wykorzystali te działania uboczne, i tak powstały pierwsze doustne leki przeciwcukrzycowe (tolbutamid), oraz wiele rodzin diuretyków (diuretyki tiazydowe, np. hydrocholorotiazyd]; diuretyki pętlowe: furosemid etc.)
Expressis verbis zasadę SOSA sformułował prof. Camille Wermuth z Prestwick Chemical Inc.

## Przykłady
| Lek          | Pierwotne działanie      | Efekt postępowania SOSA | Profil farmakologiczny    | Bibliografia     |
| ------------ | ------------------------ | ----------------------- | ------------------------- | ---------------- |
| Amiloryd     | Diuretyk                 | Kariporyd               | Inhibitor wymiany Na/H    | Kleeman 1999     |
| Niguldypina  | Bloker kanału wapniowego | SNAP-6383               | α1a andrenolityk          | Nagarathnam 1998 |
| Tetracyklina | Antybiotyk               | BMS 1922548             | Ligand neuropeptydu Y     | Shu 1995         |
| Diazepam     | Lek uspokajający         | CI-1044                 | Selektywny inhibitor PDE4 | Burnouf 2000     |

## Zalety i wady
Podstawową i oczywistą zaletą podejścia SOSA jest wysokie prawdopodobieństwo otrzymania związków o niskiej toksyczności, dobrej biodostępności oraz względnie łatwych do syntezy (z racji opracowania już wielu elementów potencjalnej syntezy).
Podejście SOSA pozwala odkryć zupełnie nowe zastosowania dla już przyjętych leków i ich pochodnych, co zwiększa wykorzystanie "przestrzeni chemicznej".
Wykorzystanie już podawanych leków pozwala na przeprowadzenie niemal natychmiastowych badań in vivo (nie ma potrzeby prowadzenia badań toksyczności etc.) u pacjentów chorujących na tzw. orphan diseases, czyli rzadkich chorób, w przypadku których często nieznane są żadne substancje je leczące, lub nawet brak informacji o potencjalnych punktach uchwytu. Jeśli jakaś substancja okazałaby się dość aktywna w danej chorobie, może stanowić punkt wyjścia do poszukiwania nowych związków na to schorzenie.
Podejście SOSA niesie ze sobą jednak ryzyko, że pochodne uzyskane w wyniku modyfikacji strukturalnych zatwierdzonych leków są już opatentowane przez odkrywcę leku i jego konkurentów. Niemniej jednak nie jest ono bardzo wysokie, gdyż względnie łatwo można przejść do zupełnie nowych pochodnych, poza tym patenty prawdopodobnie nie obejmują nowego działania danej grupy związków.

## Literatura
- CG. Wermuth. Selective optimization of side activities: the SOSA approach.. „Drug Discov Today”. 11 (3-4), s. 160-4, Feb 2006. DOI: 10.1016/S1359-6446(05)03686-X. PMID: 16533714.

- L'approche SOSA: une alternative originale au high-throughput screening, Camille Wermuth, https://web.archive.org/web/20101221222122/http://www.protec.org.br/arquivos/galeria/Camille%20G.%20Wermuth.pdf

- HW. Kleeman, AG. Weichert. Recent developments in the field of inhibitors of the Na+/H+ exchanger.. „IDrugs”. 2 (10), s. 1009-25, Oct 1999. PMID: 16118710.

- D. Nagarathnam, JM. Wetzel, SW. Miao, MR. Marzabadi i inni. Design and synthesis of novel alpha1a adrenoceptor-selective dihydropyridine antagonists for the treatment of benign prostatic hyperplasia.. „J Med Chem”. 41 (26), s. 5320-33, Dec 1998. DOI: 10.1021/jm980506g. PMID: 9857099.

- YZ. Shu, JQ. Cutrone, SE. Klohr, S. Huang. BMS-192548, a tetracyclic binding inhibitor of neuropeptide Y receptors, from Aspergillus niger WB2346. II. Physico-chemical properties and structural characterization.. „J Antibiot (Tokyo)”. 48 (10), s. 1060-5, Oct 1995. PMID: 7490207.

- C. Burnouf, E. Auclair, N. Avenel, B. Bertin i inni. Synthesis, structure-activity relationships, and pharmacological profile of 9-amino-4-oxo-1-phenyl-3,4,6,7-tetrahydro[1,4]diazepino[6, 7,1-hi]indoles: discovery of potent, selective phosphodiesterase type 4 inhibitors.. „J Med Chem”. 43 (25), s. 4850-67, Dec 2000. PMID: 11123995.